# Hällabrottet
Hällabrottet är en ort och bebyggelse i Kumla kommun. Området ingår sedan 2015 i tätorten Kumla.
Hällabrottet ligger vid godsbanan Kumla–Yxhults Järnväg.

## Historia
Hällabrottet var och är beläget i Kumla socken och ingick efter kommunreformen 1862 i Kumla landskommun.
Längs landsvägen mellan Hällabrottet och Yxhult uppstod i början av 1900-talet en livlig bebyggelseverksamhet. Stenhuggeriverksamheten utvidgades alltmer och särskilt Ytong expanderade sin verksamhet. Tjänstemän och arbetare vid de närbelägna skifferoljeverken i Kvarntorp kom även att slå sig ned här.
Sedan Kumla stad brutit sig ur Kumla landskommun blev Hällabrottet centralort i kommunen.  I denna inrättades för orten 20 oktober 1944 Hällabrottes municipalsamhälle som upplöstes 31 december 1952. Municipalsamhället omfattade ett område inom byarna Hällabrottet, Yxhult och Älvesta.

### Befolkningsutveckling
| Befolkningsutvecklingen i Hällabrottet 1960–2010 | Befolkningsutvecklingen i Hällabrottet 1960–2010 | Befolkningsutvecklingen i Hällabrottet 1960–2010 | Befolkningsutvecklingen i Hällabrottet 1960–2010 | Befolkningsutvecklingen i Hällabrottet 1960–2010 |
| ------------------------------------------------ | ------------------------------------------------ | ------------------------------------------------ | ------------------------------------------------ | ------------------------------------------------ |
|                                                  |                                                  |                                                  |                                                  |                                                  |
| År                                               |                                                  |                                                  | Folkmängd                                        | Areal (ha)                                       |
| 1960                                             | 1960                                             |                                                  | 1 032                                            |                                                  |
| 1965                                             | 1965                                             |                                                  | 962                                              |                                                  |
| 1970                                             | 1970                                             |                                                  | 1 037                                            |                                                  |
| 1975                                             | 1975                                             |                                                  | 1 294                                            |                                                  |
| 1980                                             | 1980                                             |                                                  | 1 710                                            |                                                  |
| 1990                                             | 1990                                             |                                                  | 1 915                                            | 292                                              |
| 1995                                             | 1995                                             |                                                  | 1 850                                            | 292                                              |
| 2000                                             | 2000                                             |                                                  | 1 802                                            | 293                                              |
| 2005                                             | 2005                                             |                                                  | 1 806                                            | 293                                              |
| 2010                                             | 2010                                             |                                                  | 1 789                                            | 292                                              |
| Anm.: 2015 sammanväxte orten med tätorten Kumla  |                                                  |                                                  |                                                  |                                                  |

## Byggnader
- Disponentvillan
- Hällabrottets kyrka
- Pingstkyrkan Hällabrottet (Betesda)
- Trilobiten
- Yxhultsbolagets huvudkontor